# Schweizer Meisterschaften in der Nordischen Kombination 2001

Logo des Schweizer Skiverbandes

Die Schweizer Meisterschaften in der Nordischen Kombination 2001 fanden am 24. März 2001 im Schweizer St. Moritz statt. Die Meisterschaften wurden im Sprint über 15 km ausgetragen. Ausrichter war der Schweizer Skiverband Swiss-Ski.

## Ergebnis
| Platz | Sportler          |
| ----- | ----------------- |
| 1     | Andy Hartmann     |
| 2     | Ronny Heer        |
| 3     | Andreas Hurschler |
| 4     | Christoph Engel   |
| 5     | Urs Kunz          |
| 6     | Roger Kamber      |
| 7     | Jan Schmid        |
| 8     | Pascal Meinherz   |
| 9     | Ivan Rieder       |
| 10    | Lucas Vonlanthen  |